# La Mudarra

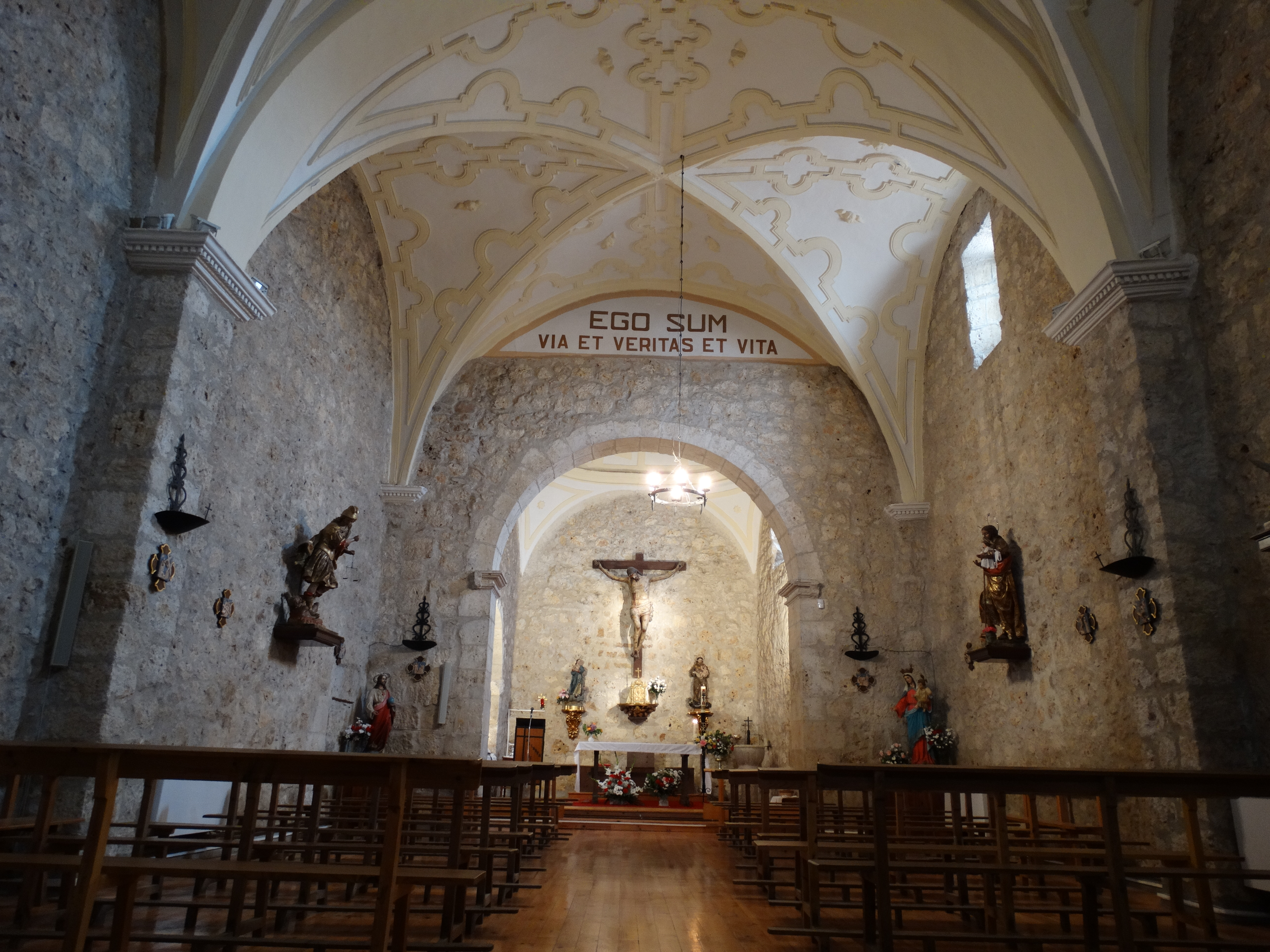
La Mudarra – Iglesia de Nuestra Señora del Rosario

La Mudarra ist ein Ort und eine nordwestspanische Gemeinde (municipio) mit 169 Einwohnern (Stand: 2024) im Zentrum der Provinz Valladolid in der Autonomen Region Kastilien-León.

## Lage und Klima
Der ca. 850 m hoch gelegene Ort La Mudarra liegt ca. 1 km südlich der Quelle des Río Hornija, einem Nebenfluss des Duero, in der Iberischen Meseta ca. 27 km (Fahrtstrecke) nordwestlich von Valladolid bzw. gut 15 km nordwestlich der historisch bedeutsamen Kleinstadt Medina de Rioseco. Das Klima im Winter ist kalt, im Sommer dagegen warm bis heiß; der spärliche Regen (ca. 420 mm/Jahr) fällt verteilt übers ganze Jahr.

## Bevölkerungsentwicklung
| Jahr      | 1857 | 1900 | 1950 | 2000 | 2016 |
| Einwohner | 427  | 455  | 429  | 260  | 158  |

Der deutliche Bevölkerungsrückgang seit den 1950er Jahren ist im Wesentlichen auf die Mechanisierung der Landwirtschaft und die Aufgabe bäuerlicher Kleinbetriebe zurückzuführen (Landflucht).

## Wirtschaft
Die Einwohner der Gemeinde lebten jahrhundertelang hauptsächlich als Selbstversorger von der Landwirtschaft, zu der auch ein wenig Viehzucht (Schafe, Ziegen, Hühner) und in geringem Umfang auch der Weinbau gehörte. Erwirtschaftete Überschüsse konnten bei fahrenden Händlern getauscht oder auf den Märkten von Valladolid verkauft werden.

## Geschichte
Ehemals war La Mudarra wohl nur ein im Sommer von Hirten und ihren Herden genutztes Weidegebiet (siehe Transhumanz), denn Nachrichten oder Hinweise bezüglich einer Besiedlung des Ortes vor dem 16. Jahrhundert liegen nicht vor. Aufgrund von Namensähnlichkeiten vermutet man, dass Siedler aus Galicien die ersten dauerhaften Bewohner des Ortes waren. Der Ort stand bis zum Jahr 1793 in rechtlicher Abhängigkeit von Medina de Rioseco.

## Sehenswürdigkeiten
- Die weitgehend aus unbehauenen Bruchsteinen erbaute Iglesia de Nuestra Señora del Rosario entstand im ausgehenden 17. oder beginnenden 18. Jahrhundert. Einige Jahrzehnte später wurde sie mit Werksteinen erhöht, um ein Gewölbe einzuziehen. Der im späten 18. oder frühen 19. Jahrhundert ergänzte Glockengiebel (espadaña) besteht aus Ziegelsteinen. Auf der Südseite wurde eine kleine Vorhalle angefügt.
- Die Casa Grande ist ein wappengeschmücktes Gebäude aus dem 18. Jahrhundert.
- Im Ort gibt es mehrere Brunnen (fuentes).